# FutureLearn
 (транскр.  Фјучер лерн) непрофитна је образовна организација која нуди велики број курсева на мрежи MOOCS. Оснивачи ове организације су Опен јуниверсити и Сик лимитед. У априлу 2019, организација FutureLearn имала је 10 милиона корисника и 2400 курса, са 143 универзитета.

## Курсеви
пружа курсеве из ваздухопловства, информатике, медицине и биологије, друштвених и хуманистичких наука, уметности, математике и статистике, економије и финансија.

## Партнери
је покренуо партнерства са универзитетима, као што су ENAC, SUPAERO, Grenoble Ecole de Management итд.
FutureLearn је саопштио да ће се нова партнерства и курсеви и даље додавати платформи.